# Sierra de los Comechingones

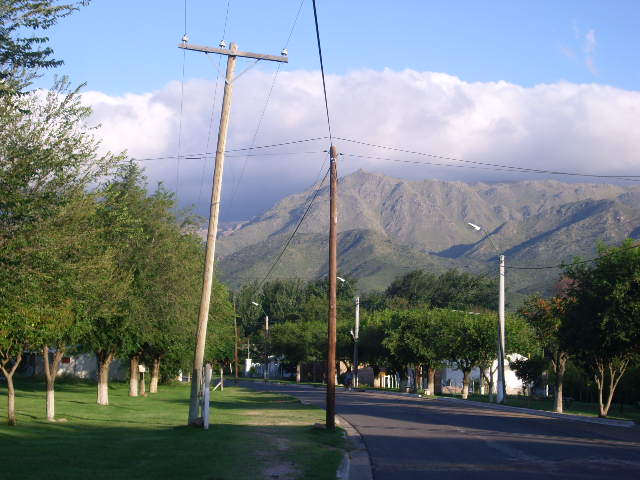
Papagayos

Die Sierra de los Comechingones ist die südlichste Bergkette der Sierras de Córdoba, einem Gebirge in Zentral-Argentinien. Sie verläuft etwa zwischen den Städten Villa Carlos Paz (Provinz Córdoba) und Villa Mercedes (Provinz San Luis) in Nord-Süd-Richtung und hat damit eine Länge von 250 km. Der südliche Teil der Sierra bildet die Grenze zwischen den argentinischen Provinzen Córdoba und San Luis.
Der Name kommt von den Comechingones, einem heute ausgestorbenen indigenen Volk, das früher das zentrale Argentinien bewohnte. 
Die Sierra de los Comechingones ist die bei weitem höchste Bergkette der Sierras de Córdoba, ihre höchste Erhebung ist der Cerro Champaquí mit 2.790 m, der seinerseits die höchste Erhebung der gesamten Sierras ist.
An den Hängen der Sierra liegen Ferienorte wie Merlo, La Cumbrecita, Yacanto und Achiras.
Weitere Teile der Sierras de Córdoba sind Sierra Chica und Sierra Grande.